# علاقات ماكاو الخارجية

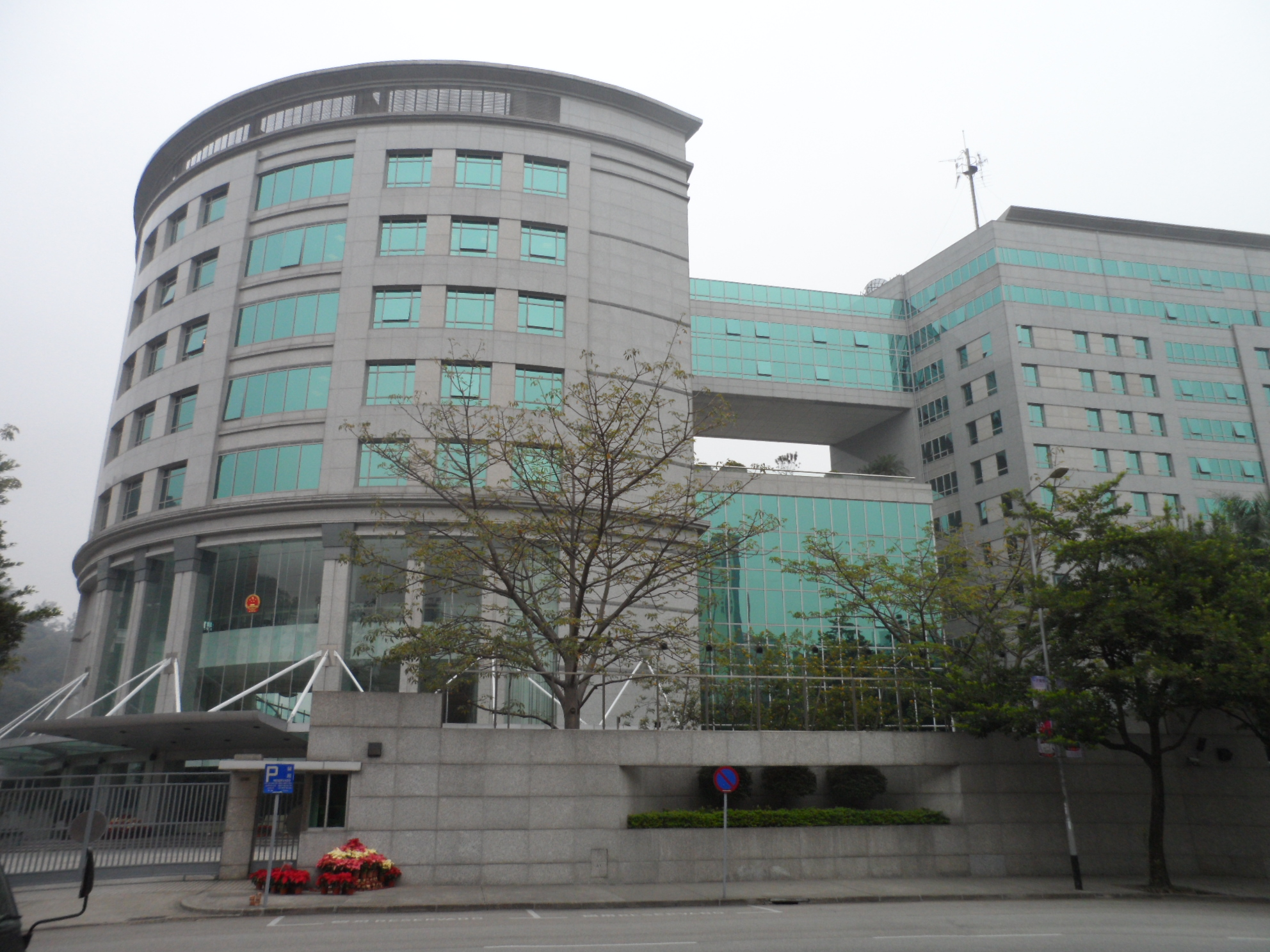

باعتبارها منطقة إدارية خاصة تابعة لجمهورية الصين الشعبية، تقع مسؤولية العلاقات الدبلوماسية الخارجية لماكاو إضافة لمواضيع الدفاع على عاتق الحكومة المركزية في جمهورية الصين الشعبية. مع ذلك، تتمتع ماكاو بقدر كبير من الاستقلال في العديد من الجوانب، بما في ذلك العلاقات الاقتصادية والتجارية ومسائل الرقابة الجمركية.
وفقًا للفصل السابع من القانون الأساسي لماكاو، يُسمح لها، بمفردها، وباستخدام اسم ماكاو، أو الصين أو ماكاو، أو الصين فقط، بإقامة علاقات خارجية والحفاظ عليها وإبرام وتنفيذ اتفاقيات مع الدول والمناطق الأجنبية والمنظمات الدولية ذات الصلة في المجالات التي تراها مناسبة، بما في ذلك المجالات الاقتصادية والتجارية والمالية والنقدية والشحن والاتصالات والسياحة والثقافة والعلوم والتكنولوجيا والرياضة. بالإضافة إلى ذلك، تستطيع ماكاو المشاركة في المنظمات والمؤتمرات الدولية التي لا تقتصر على الدول.
تمتلك ماكاو مكاتب تمثيلية اقتصادية وتجارية في لشبونة بالبرتغال وفي بروكسل ببلجيكا.

## الوفود الخارجية
لمنطقة ماكاو الإدارية الخاصة البعثات الخارجية التالية:
البر الرئيسي للصين - وفد مكتب منطقة ماكاو الإدارية الخاصة في بكين.
تايوان - وفد مكتب ماكاو الاقتصادي والثقافي في مدينة تايبيه.
الاتحاد الأوروبي - وفد مكتب ماكاو للاقتصاد والتجارة في بروكسل، بلجيكا.
البرتغال – وفد مركز ماكاو للترويج السياحي والإعلام في مدينة لشبونة.

## المنظمات الدولية التي تمتلك فيها ماكاو مقعدًا
- المنظمة الهيدروغرافية الدولية.
- صندوق النقد الدولي.
- المنظمة البحرية الدولية.
- المنظمة الدولية للمعايير.
- تحالف المحيط الهادئ.
- منظمة الأمم المتحدة للتربية والعلم والثقافة.
- الاتحاد البريدي العالمي.
- المنظمة العالمية للجمارك.
- المنظمة العالمية للأرصاد الجوية.
- منظمة السياحة العالمية.
- منظمة التجارة العالمية.
- اللجنة الاقتصادية والاجتماعية لآسيا والمحيط الهادئ.
- منظمة الشرطة الجنائية الدولية.

## منتدى التعاون الاقتصادي والتجاري بين الصين والدول الناطقة بالبرتغالية
أصرت حكومة منطقة ماكاو الإدارية الخاصة، التي تأسست في عام 1999، وبدعم كبير من الحكومة المركزية على استضافة «منتدى التعاون الاقتصادي والتجاري بين الصين والدول الناطقة بالبرتغالية» في شهر أكتوبر من عام 2003.  باعتباره منصة تربط الصين بالدول الناطقة بالبرتغالية، ترى ماكاو في المنتدى فرصة في غاية الأهمية لتعزيز الصداقة والتعاون بين الطرفين.

### علاقتها مع دول شعوب لوزوفونية (الدول التي تُعدّ البرتغالية لغة رسمية فيها)
تواصلت ماكاو مع البلدان الناطقة باللغة البرتغالية من خلال قنوات مختلفة لفترة طويلة من الزمن. وتنعكس هذه العلاقات في المؤتمر التجاري الدولي للبلدان الناطقة بالبرتغالية، الذي يعقد بشكل سنوي في ماكاو. لدى معهد ماكاو لتعزيز التجارة والاستثمار الكثير من بروتوكولات التعاون مع المنظمات والجمعيات التجارية ذات الصلة في كل من البرازيل وموزمبيق. وتشمل هذه المنظمات الرابطةَ التجارية البرتغالية في ماكاو، ومركز الأعمال البرتغالي في آسيا، ومنتدى منظمي المشاريع الناطقين باللغة البرتغالية، وغرفة التجارة والصناعة البرتغالية الصينية، ورابطة الأعمال البرتغالية، ولجنة التجارة البرتغالية. 
بغية تعزيز التعاون الاقتصادي والتنمية بين البلدان الناطقة بالصينية وتلك الناطقة بالبرتغالية، ومن أجل تحسين الوضع الدولي لمنطقة ماكاو الإدارية الخاصة، عقدت حكومة الصين المركزية أول «منتدى للتعاون الاقتصادي بين الصين والدول الناطقة بالبرتغالية»، وكانت حكومة منطقة ماكاو الإدارية الخاصة منسق هذا الحدث. يهدف المنتدى بشكل عام إلى تحسين فرص التعاون الاقتصادي والتنمية الاقتصادية لكل الأطراف المشاركة فيه، بعيدًا عن المواضيع السياسية. يُعقد منتدى التعاون الاقتصادي بين الصين والدول الناطقة بالبرتغالية كل ثلاث سنوات، وعُقد لأول مرة في ماكاو في شهر أكتوبر من عام 2003.